# Alois Pfeiffer
Alois Pfeiffer (ur. 25 września 1924 w Bauerbach, zm. 1 sierpnia 1987 w Düsseldorfie) – niemiecki związkowiec i polityk, w latach 1985–1987 członek Komisji Europejskiej.

## Życiorys
Z zawodu wykwalifikowany pracownik leśny, pracował w tym zawodzie do 1949. W okresie II wojny światowej służył w Wehrmachcie. Pod koniec lat 40. kształcił się w Akademie der Arbeit we Frankfurcie nad Menem. Od 1946 członek Gewerkschaft Gartenbau, Land- und Forstwirtschaft, związku zawodowego pracowników ogrodnictwa, rolnictwa i leśnictwa. Od 1949 etatowy działacz związkowy, w latach 1969–1975 był przewodniczącym tej organizacji. Od 1975 do 1985 zasiadał w zarządzie Federacji Niemieckich Związków Zawodowych.
Członek Socjaldemokratycznej Partii Niemiec. W styczniu 1985 wszedł w skład Komisji Europejskiej, którą kierował Jacques Delors. Odpowiadał za sprawy gospodarcze i zatrudnienie, zmarł w trakcie urzędowania.